# Parafia Wniebowzięcia Najświętszej Maryi Panny w Przemkowie
Parafia Wniebowzięcia Najświętszej Maryi Panny w Przemkowie – rzymskokatolicka parafia położona w dekanacie Szprotawa, diecezji zielonogórsko-gorzowskiej, metropolii szczecińsko-kamieńskiej w Polsce, erygowana w 1282.